# 馬爾文·普拉滕哈特
馬爾文·普拉滕哈特（德語：Marvin Plattenhardt，1992年1月26日—）是德國的一位足球員。在場上司職左後衛。他是在2014年5月加盟柏林赫塔的。
2018年，普拉滕哈特隨隊出戰俄羅斯世界盃。德國國家隊三戰一勝二負，分組賽出局。